# Prometeo encadenado
Prometeo encadenado (Προμηθεὺς Δεσμώτης) es una tragedia de la antigua Grecia, tradicionalmente atribuida a Esquilo, pero en el siglo XXI es considerada por muchos eruditos como resultado del trabajo de otro escritor, quizás llevado a cabo durante el siglo IV a. C.[cita requerida]
La tragedia se basa en el mito de Prometeo, un Titán que desafía a los dioses y da fuego a la humanidad, actos por los que es sometido a un castigo perpetuo. Hay pruebas de que era la primera parte de una trilogía, pero de las otras dos partes, Prometeo liberado y Prometeo portador del fuego, tan solo quedan fragmentos  

## Atribución y debate sobre su autoría
Tradicionalmente, Prometeo encadenado ha sido considerada una obra de Esquilo, el célebre dramaturgo griego del siglo V a. C. Sin embargo, algunos estudiosos han cuestionado esta atribución debido a diferencias estilísticas y temáticas respecto a otras tragedias esquíleas. Se ha señalado que el lenguaje de la obra presenta características que sugieren un autor posterior, posiblemente del siglo IV a. C.
Entre los argumentos que sustentan esta hipótesis, se encuentra la estructura dramática y el uso del coro, que difieren de las convenciones empleadas por Esquilo en obras como Los persas o Orestíada. Además, la caracterización de Prometeo como un héroe rebelde, en oposición directa a Zeus, se aleja de la visión tradicional de la justicia divina en los textos esquíleos.
A pesar de este debate, la atribución a Esquilo sigue siendo aceptada en muchos círculos académicos, y la obra continúa siendo estudiada dentro del corpus esquíleo. Investigaciones recientes han analizado los fragmentos de las posibles secuelas, Prometeo liberado y Prometeo portador del fuego, con el fin de esclarecer la cuestión de la autoría.

## Personajes
- La Fuerza (Cratos)
- La Violencia (Bía)
- Hefesto
- Prometeo
- Coro de Oceánides.
- Océano
- Ío
- Hermes
- El Corifeo
- Zeus

## Argumento
La obra está basada en el mito del titán Prometeo (del griego antiguo Προμηθεύς: «Previsión»), que había engañado a los dioses haciendo que recibieran la peor parte de cualquier animal sacrificado y los seres humanos la mejor. Además, había robado el fuego para entregárselo a los mortales y por eso fue castigado por el dios Zeus. Asimismo, Prometeo poseía el conocimiento profético de la persona que un día derrocaría a Zeus, pero rechazaba divulgar esta información.

### Encadenamiento
Fuerza y Violencia, junto con Hefesto, llevan preso a Prometeo para que este sea encadenado en una roca, en la región de Escitia.
Fuerza apremia a Hefesto para que cumpla la orden de Zeus y encadene al titán. Hefesto tiene sus dudas, porque Prometeo es pariente suyo, pero sabe que no puede desobedecer a Zeus, así que cumple la orden. Una vez encadenado, Prometeo se lamenta por su destino:

Por haber proporcionado un privilegio de los mortales me veo unido al yugo de esta necesidad, desdichado.

### Prometeo explica el origen de sus males
Un coro de Oceánidas ha acudido a tratar de consolarle. Prometeo dice que preferiría haber sido arrojado al Tártaro para que nadie pudiera ver su desgracia. También señala que Zeus acudirá a suplicarle para que, por sus conocimientos proféticos, le revele el plan por el que se le pretenderá despojar de su calidad de rey de los dioses. Prometeo insiste en que no piensa revelarlo hasta que no sea liberado de sus cadenas.
Luego explica que estuvo de parte de Zeus en la lucha que mantuvo contra los titanes. Sin embargo, se opuso a que la raza de los mortales fuera aniquilada por Zeus, concediendo a éstos el fuego así como ciegas esperanzas. 
Después llega Océano. En primer lugar aconseja a Prometeo que deje de injuriar a Zeus puesto que podría sufrir por ello peores castigos y además le ofrece su ayuda, diciéndole que intentará conseguir su liberación. Prometeo, sin embargo, insiste en que se mantenga alejado del asunto para evitar sufrir castigos como ya sufrieron Atlas o Tifón. Océano se va y Prometeo sigue explicando cómo benefició a los mortales: les enseñó a predecir el movimiento de las estrellas, los números, la escritura, el uso de los animales para trabajos agrícolas, las medicinas, el arte de la adivinación, el modo de interpretar los sueños, el modo de hacer señales con el fuego y los minerales bajo tierra.

### La transformación de Ío
Llega después Ío, que había sido transformada en ternera blanca.
Ío explica a las Oceánides la causa de su transformación: constantes sueños la habían advertido de que Zeus deseaba unirse a ella y tras consultar y obedecer los oráculos, Ínaco, su padre, la había expulsado y desde entonces se había transformado en ternera y había sido vigilada por Argos por orden de Hera hasta que este murió, pero desde entonces seguía siendo constantemente picada por un tábano y caminaba errante por el mundo.

### Profecía sobre el destino de Ío
Ío había pedido a Prometeo que profetizase cuál será su futuro y este le dice que, tras atravesar la tierra de los escitas, llegará a la de los cálibes. A continuación debe atravesar el Cáucaso hasta llegar a tierra de las Amazonas, que le indicarán la ruta a seguir, que será atravesando el estrecho del Bósforo hasta llegar a Asia. A continuación debe llegar a una llanura llamada Cístene, donde viven las Greas y cerca de ellas sus hermanas, las Gorgonas. Debe prevenirse contra los grifos y contra los arimaspos. Luego debe proseguir hasta la primera catarata del río Nilo y la corriente de este río la guiará hasta un territorio donde ella y sus descendientes fundarán una colonia (Náucratis). Allí, en el delta del Nilo, Ío será devuelta a su forma de mujer y Zeus engendrará en ella descendencia. Cinco generaciones más tarde, cincuenta doncellas (las danaides) regresarán a Argos y matarán a sus esposos excepto a uno de ellos. Entre la descendencia de la doncella que no mató a su esposo se encontrará un varón famoso por su arco (Heracles) que será el que libere por fin a Prometeo.

### Profecía sobre el destronamiento de Zeus

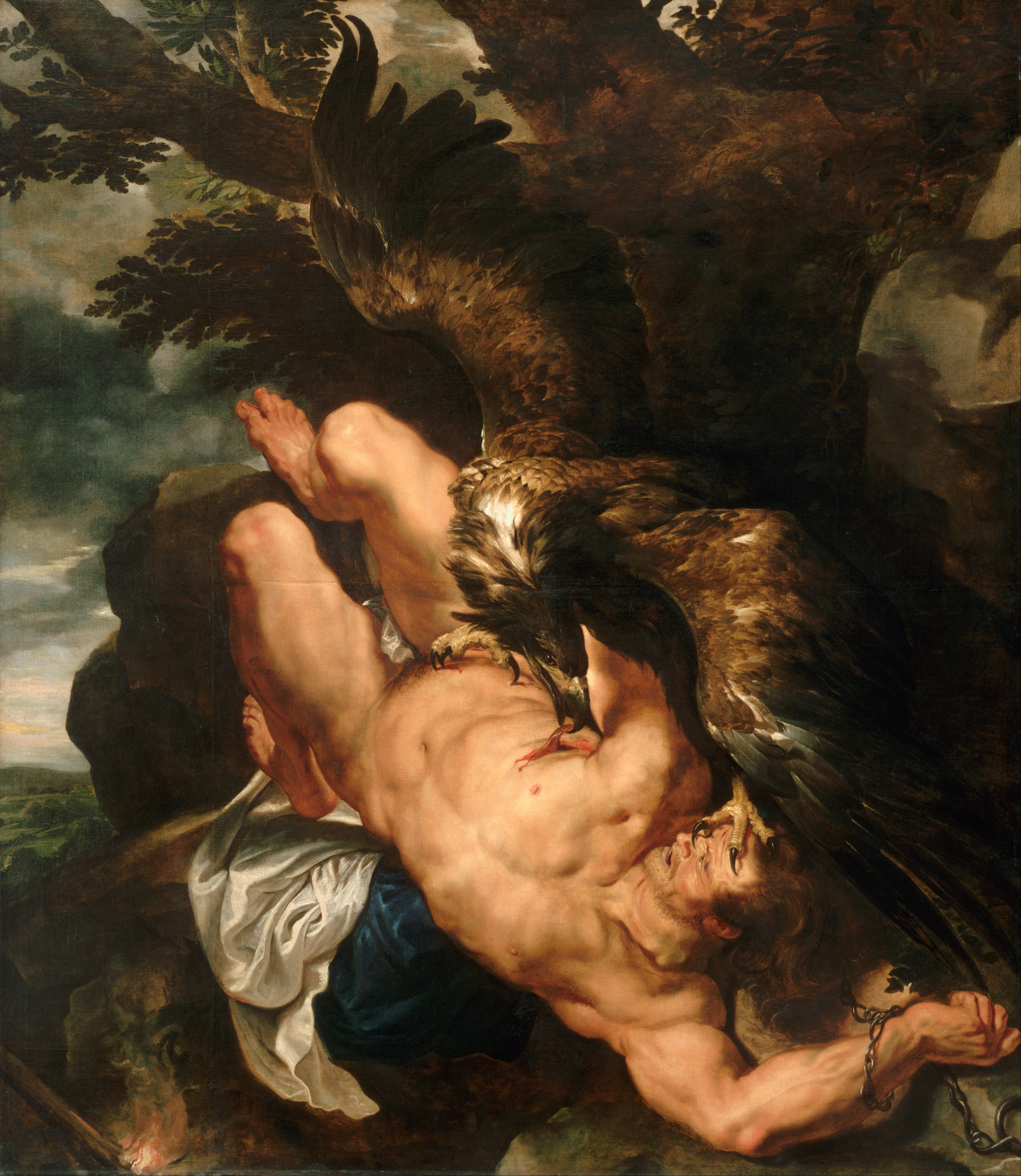
Óleo en lienzo de Rubens: El Prometeo capturado (De gevonden Prometheus, 1611 - 1612). Museo de Arte de Filadelfia.

Prometeo predice también que Zeus será destronado mediante un emparejamiento del que no puede dar más datos pero que producirá un hijo más fuerte que su padre. Solo podría librarse de este destino si un descendiente de Zeus lo libera de sus cadenas.
En ese momento aparece Hermes, a quien Zeus ha enviado para instar a Prometeo a que revele con claridad la profecía. Prometeo se niega e indica a Hermes que prefiere ser desgraciado a ser un siervo de Zeus como es él. Pero Hermes le amenaza con que si se niega a hablar primero Zeus provocará una tempestad que hará que la cumbre de la montaña bajo la que está caiga encima de él y más tarde un buitre acudirá todos los días a devorar su hígado. Prometeo dice que no piensa ceder y que todo eso que le anuncia ya lo sabía. 
La tempestad anunciada por Zeus ya estaba dando inicios

## Prometheia
Varios textos afirman que la primera parte de esta obra formó en realidad parte de una trilogía atribuida a Esquilo: La Prometheia (Προμήθεια), compuesta por dos otras obras cuya línea argumental sucedería tras los acontecimientos ocurridos en Prometeo Encadenado. Estas dos obras reciben el nombre de Prometeo Liberado (Προμηθεὺς Λυόμενος) y Prometeo Portador del Fuego (Προμηθεὺς Πυρφόρος). solo una serie de fragmentos se han podido conservar de ambas obras, y en cierto modo, nos revelan lo sucedido en los dos componentes de esta supuesta trilogía. Sin embargo, a día de hoy la existencia de esta serie sigue siendo objeto de debate y es por tanto, incierta, ya que no hay pruebas suficientes para demostrar que realmente existió. Sin embargo, muchos expertos argumentan que, al igual que la trilogía de la Oresteia, Prometeo Encadenado formaría la primera parte de tres obras dedicadas por Esquilo al Titán.

### Prometeo Liberado
Aunque solo once fragmentos [1] han sobrevivido de este posible texto teatral, se atribuye a una continuación de la única obra conservada y es posible deducir la trama: Traducida al Latín por el orador Cicerón, la obra comenzaría con una reunión entre Prometeo y un coro de Titanes, supuestamente liberados por Zeus del Tártaro, tras haber pedido clemencia el Titán de Fuego. En la obra, Prometeo se lamenta de sus penas al resto de los Titanes y cuenta cómo Heracles lo liberó del  Cáucaso tras haberlo ayudado, dándole indicaciones de cómo llegar al jardín de las Hespérides en uno de sus Doce Trabajos, según Estrabón.

### Prometeo Portador del Fuego
Curiosamente, solo se conserva un mero fragmento de esta obra[2] en las Noctes Atticae del escritor romano Aulo Gelio. La frase en cuestión sería: En silencio, donde hay necesidad; Y hablando al punto En la obra, Prometeo afirma que lleva encadenado durante más de treinta mil años. También es posible que en la obra se hiciera referencia al secreto que Prometeo conocía y Zeus temía: El hecho de que si Tetis mantenía relaciones con Zeus, el fruto de dicha consumación sería un varón que destronaría al Crónida. Por ello, Tetis se casa al final con el mortal Peleo, teniendo al héroe Aquiles.

### Importancia de la trilogía
La trilogía de Prometeo es fundamental dentro del teatro griego porque representa una evolución en la narrativa del mito y en la relación entre los dioses y los mortales. Aquí hay algunos aspectos clave sobre su importancia:

### 1. Evolución del conflicto divino
A diferencia de otras tragedias griegas, la trilogía de Prometeo muestra un desarrollo progresivo en la relación entre el titán y Zeus. En Prometeo encadenado, el protagonista es un rebelde castigado por su desafío a la autoridad divina. Sin embargo, en Prometeo liberado, se sugiere que hay una reconciliación entre ambos, lo que indica un cambio en la percepción del poder y la justicia divina.

### 2. Reflexión sobre el conocimiento y la civilización
Prometeo es el símbolo del progreso humano, ya que entrega el fuego a la humanidad, permitiéndole desarrollar la tecnología y la cultura. La trilogía explora cómo este acto de generosidad es castigado, pero también cómo finalmente se reconoce su valor. En Prometeo portador del fuego, se cree que se muestra el impacto del conocimiento en la sociedad y la evolución de la humanidad.

### 3. Influencia en la filosofía y la literatura
El mito de Prometeo ha sido interpretado por filósofos como Platón y Nietzsche, quienes lo ven como un símbolo de la lucha contra la opresión y la búsqueda del conocimiento. En la literatura, ha inspirado obras como Frankenstein de Mary Shelley, donde el personaje principal es comparado con Prometeo por desafiar los límites del conocimiento.

### 4. Impacto cultural y religioso
Se ha sugerido que la trilogía pudo haber influido en la percepción de los dioses en la antigua Grecia, mostrando a Zeus no solo como un gobernante absoluto, sino como una figura que puede cambiar y evolucionar. Además, algunos estudios han señalado paralelismos entre Prometeo y figuras religiosas posteriores, como Cristo, debido a su sacrificio por la humanidad.

## Interpretación del mito de Prometeo
El mito de Prometeo ha sido objeto de múltiples interpretaciones a lo largo de la historia, desde la filosofía clásica hasta el pensamiento moderno. Su figura ha sido vista como un símbolo de rebelión, conocimiento, progreso y sacrificio.

### Interpretaciones en la Antigüedad

#### Hesíodo: Prometeo como transgresor y origen del sufrimiento humano
Hesíodo, en Teogonía y Los trabajos y los días, presenta a Prometeo como un titán astuto que desafía a Zeus al engañarlo en la distribución de los sacrificios y al robar el fuego para entregárselo a los humanos. Como castigo, Zeus crea a Pandora, la primera mujer, quien trae consigo todos los males que afligen a la humanidad. En esta versión, Prometeo es responsable indirecto del sufrimiento humano, y su desafío a los dioses es visto como una transgresión que altera el orden cósmico.

#### Esquilo: Prometeo como héroe trágico y benefactor de la humanidad
En Prometeo encadenado, Esquilo transforma la figura de Prometeo en un héroe trágico que sufre por su generosidad hacia los humanos. En esta obra, Prometeo no solo entrega el fuego, sino que también les otorga conocimientos esenciales para la civilización, como la escritura, la medicina y la agricultura. Su castigo es presentado como una injusticia impuesta por Zeus, lo que convierte a Prometeo en un símbolo de resistencia contra el poder absoluto.

#### Platón: Prometeo como origen de la civilización
En el diálogo Protágoras, Platón ofrece una reinterpretación del mito, en la que Prometeo y su hermano Epimeteo son responsables de dotar a los seres vivos con habilidades y atributos. Epimeteo distribuye todas las cualidades entre los animales, dejando a los humanos indefensos. Para corregir este error, Prometeo roba el fuego y la sabiduría de Atenea y Hefesto, permitiendo que los humanos desarrollen la civilización. En esta versión, Prometeo es visto como el impulsor del progreso humano.

### Interpretaciones filosóficas modernas

#### Nietzsche: Prometeo como símbolo del espíritu titánico
Friedrich Nietzsche, en El nacimiento de la tragedia, interpreta a Prometeo como una figura que encarna el conflicto entre el individuo y la autoridad. Para Nietzsche, Prometeo representa el impulso dionisíaco de la humanidad, el deseo de conocimiento y la voluntad de poder que desafía las restricciones impuestas por los dioses. Su sufrimiento es visto como el precio de la libertad y la creatividad.

#### Freud: Prometeo y el conflicto entre el ello y el superyó
Desde el psicoanálisis, Sigmund Freud interpreta el mito de Prometeo como una alegoría del conflicto entre el deseo y la represión. El acto de robar el fuego simboliza el impulso del ello, la parte instintiva de la psique humana que busca satisfacer sus deseos, mientras que Zeus representa el superyó, la instancia que impone normas y castigos. El castigo de Prometeo refleja la culpa y el sufrimiento derivados de desafiar las normas impuestas.

#### Jung: Prometeo como arquetipo del héroe rebelde
Carl Jung analiza a Prometeo desde la teoría de los arquetipos, considerándolo el héroe que desafía el statu quo en busca de conocimiento y transformación. Su sacrificio es visto como un proceso de individuación, en el que el individuo debe enfrentarse a la autoridad para alcanzar la iluminación y el autoconocimiento.

### Impacto en la literatura y la cultura

#### El Romanticismo: Prometeo como símbolo de la lucha por la libertad
Durante el Romanticismo, el mito de Prometeo fue reinterpretado como un símbolo de la lucha contra la opresión y la búsqueda del conocimiento. Poetas como Lord Byron y Percy Shelley lo utilizaron para representar la rebelión contra el poder establecido. Mary Shelley, en Frankenstein, subtituló su obra El moderno Prometeo, comparando al doctor Víctor Frankenstein con el titán por su intento de desafiar los límites del conocimiento.

#### Prometeo en la actualidad: tecnología y ética
En la actualidad, el mito de Prometeo sigue siendo un referente en debates sobre tecnología, inteligencia artificial y el impacto del conocimiento en la sociedad. Se ha utilizado para discutir los riesgos del desarrollo científico sin restricciones éticas, comparando a Prometeo con figuras como los científicos que trabajan en biotecnología y la inteligencia artificial